# Stříbrné pomezí

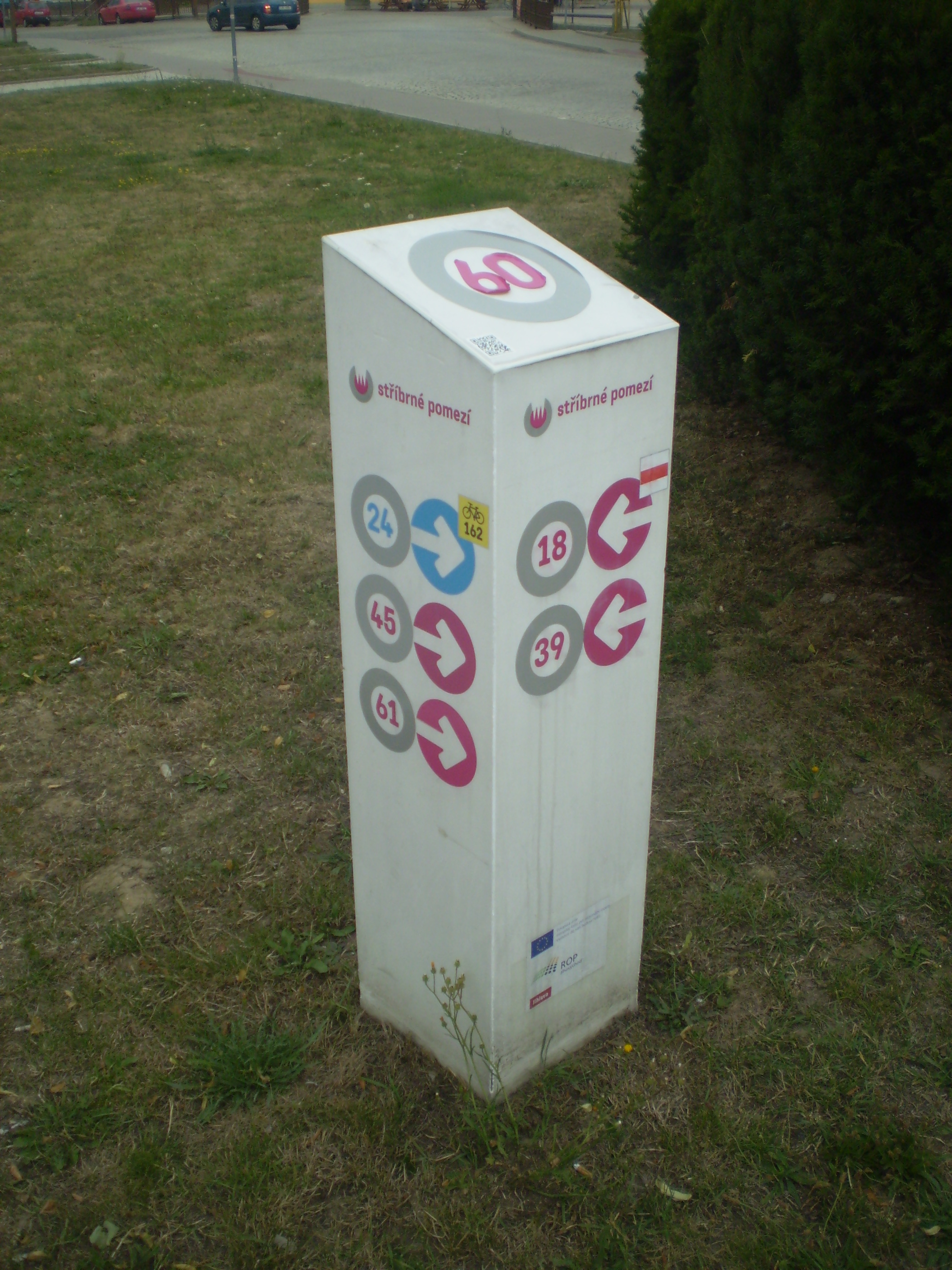
Rozcestník č. 60 v Lukách nad Jihlavou

Stříbrné pomezí je bývalý cyklistický a turistický systém o délce 270 km. Nachází se na Jihlavsku, na pomezí Čech a Moravy a spojuje 27 obcí – Bílý Kámen, Cejle, Cerekvička-Rosice, Čížov, Dvorce, Hubenov, Hybrálec, Ježená, Jihlava, Kostelec, Luka nad Jihlavou, Malý Beranov, Měšín, Mirošov, Plandry, Příseka, Puklice, Rančířov, Rantířov, Smrčná, Střítež, Štoky, Velký Beranov, Větrný Jeníkov, Vílanec, Vyskytná nad Jihlavou a Ždírec. K jeho vybudování došlo v letech 2009–2011. Trasy jsou značeny pomocí speciálních ukazatelů, tabulí, rozcestníků a mapek/informačních tabulí. Turisté a cykloturisté si mohou vybrat z doporučovaných tras, uvedených na oficiálních webových stránkách projektu, nebo si sami sestavit výletní trasu. Cílem systému je turistům přiblížit zajímavá místa v okolí Jihlavy a historii a pamětihodnosti jednotlivých obcí.
K otevření systému pro veřejnost došlo 12. května 2011. Už v té době se objevily ohlasy, především ze strany KČT, kritizující především cenu projektu (asi 2,5 milionu korun), ale také nedostatečnou kvalitu orientačních rozcestníků vyrobených z plastu.
Systém využili i fanoušci geocachingu ke hře 30 stříbrných.
V roce 2019 bylo rozhodnuto o zrušení cyklistického a informačního systému. Plast za osm let působením povětrnostních vlivů začal zvětrávat a rozpadat se, potisk na plastových hranolech je často nečitelný, nebo zcela zmizel. Fólie s potiskem jsou potrhané nebo tak špinavé, že údaje na nich jsou nečitelné. Od podzimu 2019 mělo dojít k odstraňovaní plastových rozcestníků.

## Obce a jejich zajímavosti
- Bílý Kámen
  - zajímavá místa v okolí – Kupecký pramen, kaple sv. Petra a Pavla; kutiště Bílý Kámen
- Cejle
  - zajímavá místa v okolí – Čeřínek, památník padlým, kaplička se zvoničkou
- Cerekvička-Rosice
  - zajímavá místa v okolí – kaple Panny Marie v Rosicích, boží muka v Rosicích
- Čížov
  - zajímavá místa v okolí – dvojice špýcharů, smírčí kříž
- Dvorce
  - zajímavá místa v okolí – kaple, boží muka
- Hubenov
  - zajímavá místa v okolí – Čeřínek, Křemešník, kaple sv. Antoníčka, Hubenovská přehrada
- Hybrálec
  - zajímavá místa v okolí – kaple sv. Václava
- Ježená
  - zajímavá místa v okolí – kaple sv. Jakuba
- Jihlava
  - Antonínův Důl
  - Helenín
  - Henčov
  - Heroltice
  - Horní Kosov
  - Hosov
  - Hruškové Dvory
    - zajímavá místa v okolí – socha sv. Jana Nepomuckého, panský mlýn

  - Kosov
    - zajímavá místa v okolí – křížový kámen, kamenný kříž z r. 1877

  - Masarykovo náměstí
  - Městské nádraží
  - Pančava
    - zajímavá místa v okolí – Jubilejní lesík, Kolíbl, hornické rybníčky

  - Pávov
  - Pístov
    - zajímavá místa v okolí – kaplička

  - Popice
    - zajímavá místa v okolí – kaple Nanebevzetí Panny Marie, křížový kámen

  - Staré Hory
  - U Lyžaře
    - zajímavá místa v okolí – Šacberk, rozhledna na Šacberku

  - Vodní ráj
  - Vysoká
    - zajímavá místa v okolí – statky čp. 1 a 2, hasičská zbrojnice

  - Zborná
    - zajímavá místa v okolí – Šacberk, rozhledna na Šacberku

  - ZOO
    - zajímavá místa v okolí – ZOO Jihlava, lesopark Heulos
- Kostelec
  - zajímavá místa v okolí – kostel sv. Kunhuty, boží muka, kaple Panny Marie
- Luka nad Jihlavou
  - zajímavá místa v okolí – kostel sv. Bartoloměje, zámek, zámecká sýpka, zámecký skleník
- Malý Beranov
  - zajímavá místa v okolí – kostel, Beranovské skály
- Měšín
  - zajímavá místa v okolí – kaple sv. Cyrila a Metoděje
- Mirošov
  - zajímavá místa v okolí – kostel sv. Josefa, dva křížové kameny
- Plandry
  - zajímavá místa v okolí – kaple sv. Jana Nepomuckého, barokní špejchar, bývalý hornický vodní náhon, hornický hrádek
- Příseka
  - zajímavá místa v okolí – kostel sv. Barbory, zámek, křížový kámen, lípa pod Katovou horou
- Puklice
  - zajímavá místa v okolí – kostel, židovský hřbitov, zámek
- Rančířov
  - zajímavá místa v okolí – kostel sv. Petra a Pavla, socha sv. Josefa, hrádek
- Rantířov
  - zajímavá místa v okolí – zámek, Pekelský mlýn, socha sv. Jana Nepomuckého, boží muka, smírčí kámen
- Smrčná
  - zajímavá místa v okolí – kostel sv. Mikuláše, škola, smírčí kameny
- Střítež
  - zajímavá místa v okolí – kaple Panny Marie, kostel sv. Floriána, židovský hřbitov
- Štoky
  - zajímavá místa v okolí – Rolandův sloup, kostel sv. Jakuba Většího, zámek
- Velký Beranov
  - zajímavá místa v okolí – kaple sv. Anny
- Větrný Jeníkov
  - zajímavá místa v okolí – zámek, židovský hřbitov, kostel Narození Panny Marie
- Vílanec
  - zajímavá místa v okolí – kostel sv. Jakuba Většího, Vílanecká madona
- Vyskytná nad Jihlavou
  - Hlávkov
    - zajímavá místa v okolí – kaple sv. Vojtěcha, kaple sv. Jana Nepomuckého, boží muka

  - Jiřín
    - zajímavá místa v okolí – Karasova kaplička

  - Vyskytná nad Jihlavou
    - zajímavá místa v okolí – kostel sv. Vavřince, boží muka, hornický náhon
- Ždírec
  - zajímavá místa v okolí – kostel sv. Václava, sochy sv. Jana Nepomuckého a sv. Antonína

## Výběr z tras

### Cyklistické
- C1 – Jihlava, Kosov, Puklice, Rosice, Cerekvička, Čížov, Rančířov, Sasov, Jihlava
- C2 – Jihlava, Pístov, Popice, Kostelec, Cejle, Mirošov, Hubenov, Ježená, Rantířov
- C3 – Jihlava, Hybrálec, Smrčná, Větrný Jeníkov, Bílý Kámen, Vyskytná nad Jihlavou, Plandry, Jihlava

### (Cyklo)turistické
- K1 – Jihlava, Malý Beranov, Luka nad Jihlavou

### Turistické
- P1 – Jihlava, Staré Hory, Zaječí skok, Rantířov, Horní Kosov, Jihlava

## Galerie

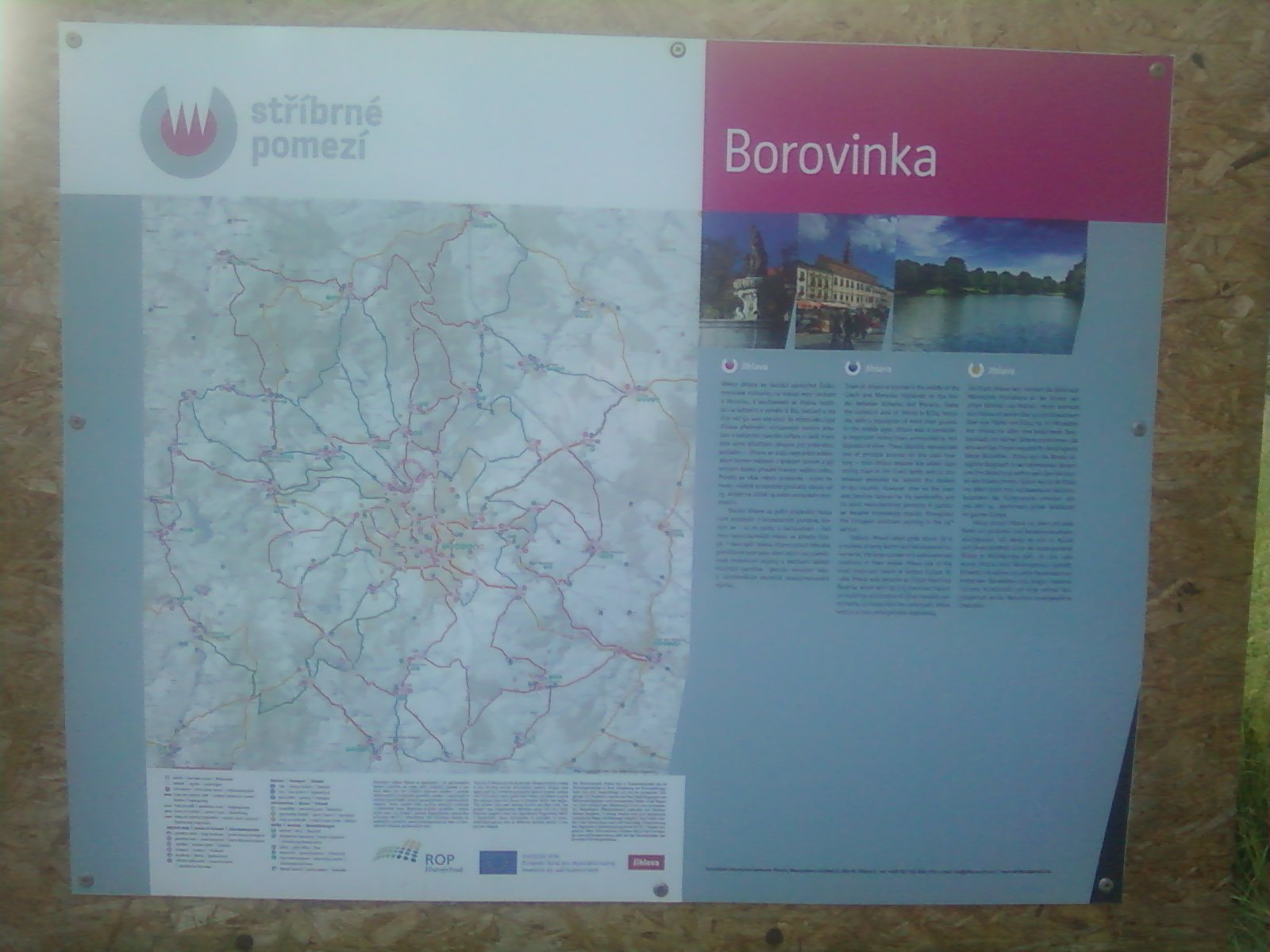
infotabule u rybníka Borovinka na okraji Jihlavy
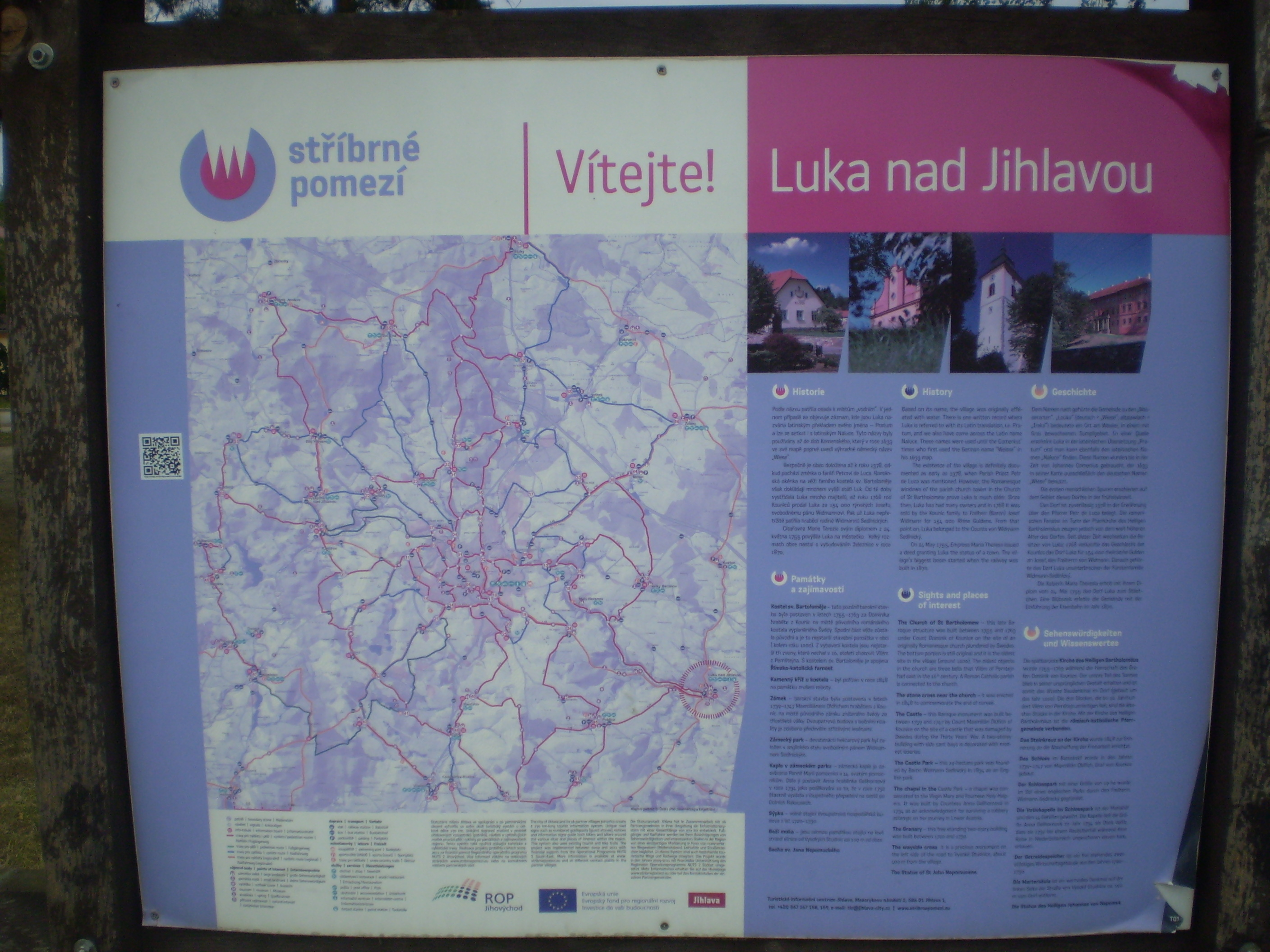
infotabule v Lukách nad Jihlavou
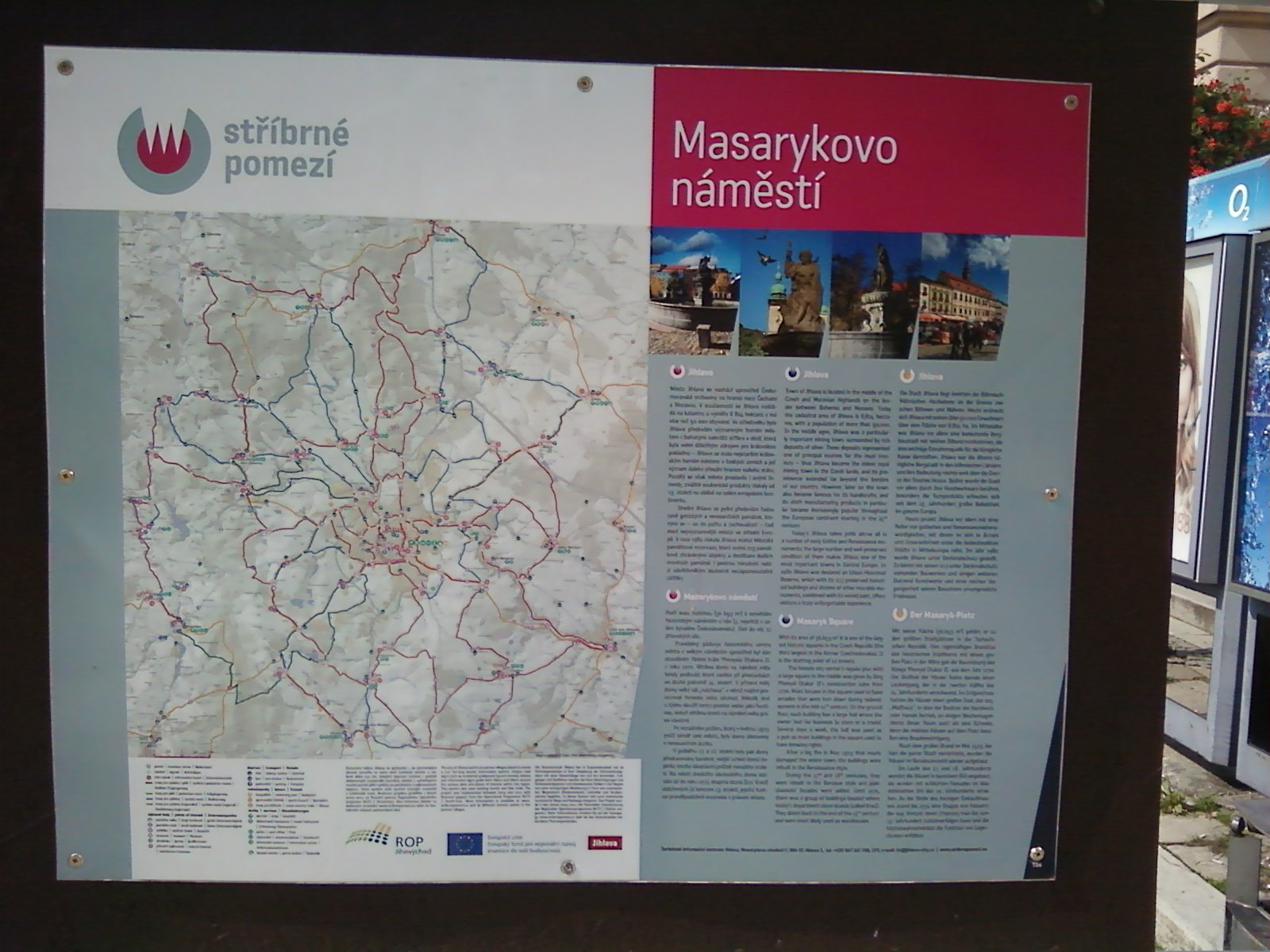
infotabule na Masarykově náměstí v centru Jihlavy
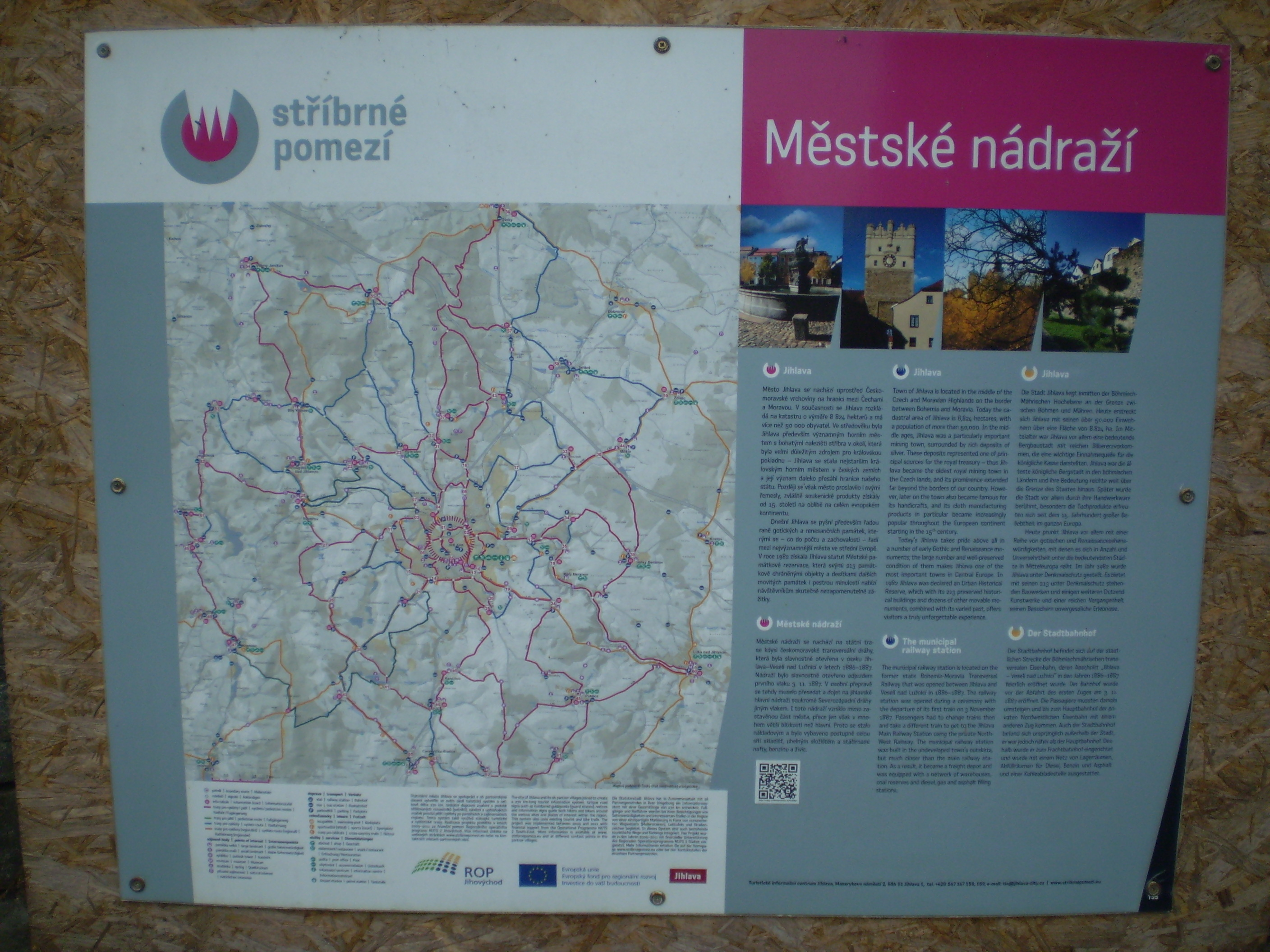
infotabule u městského nádraží v Jihlavě
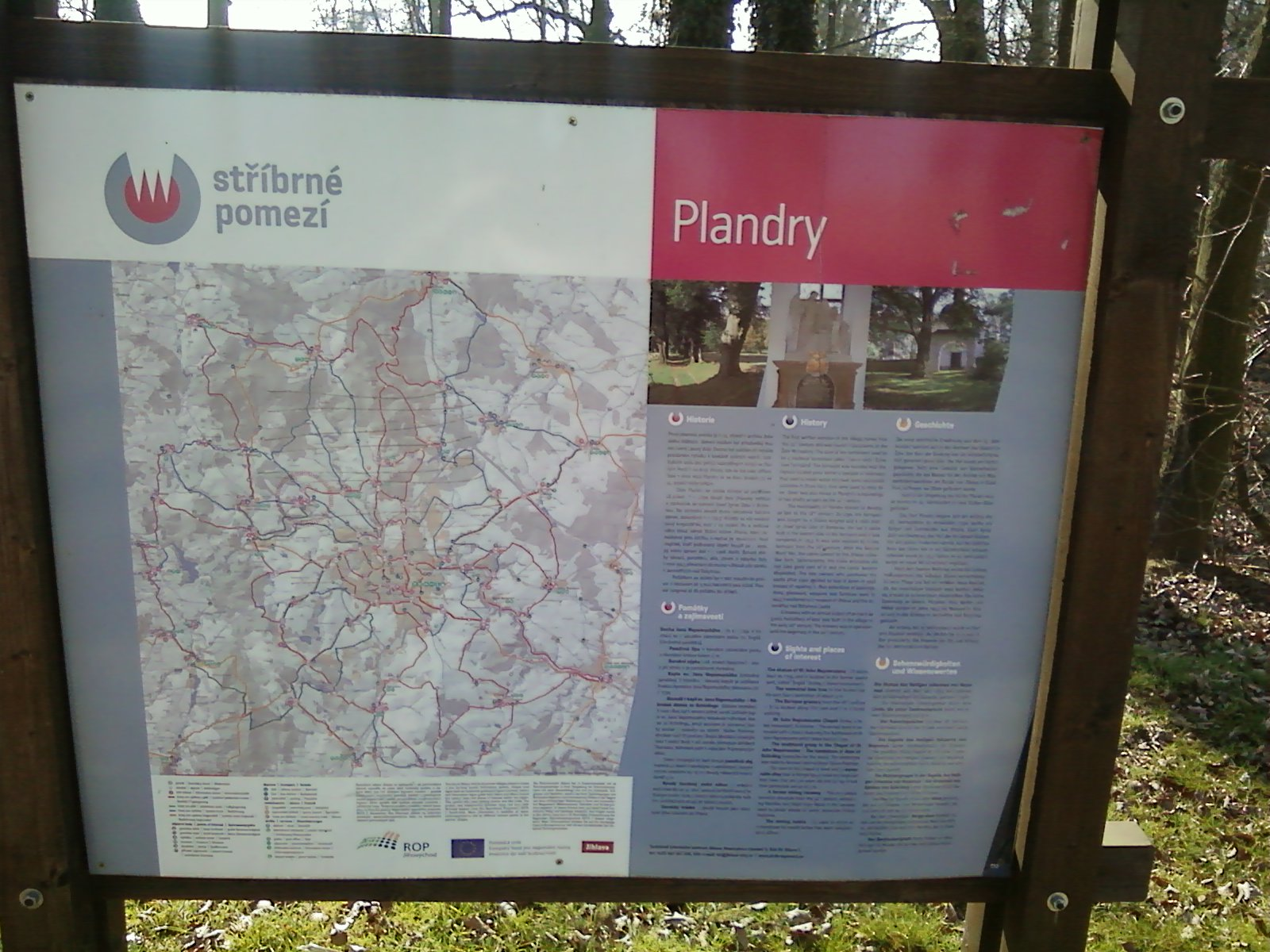
infotabule v Plandrech
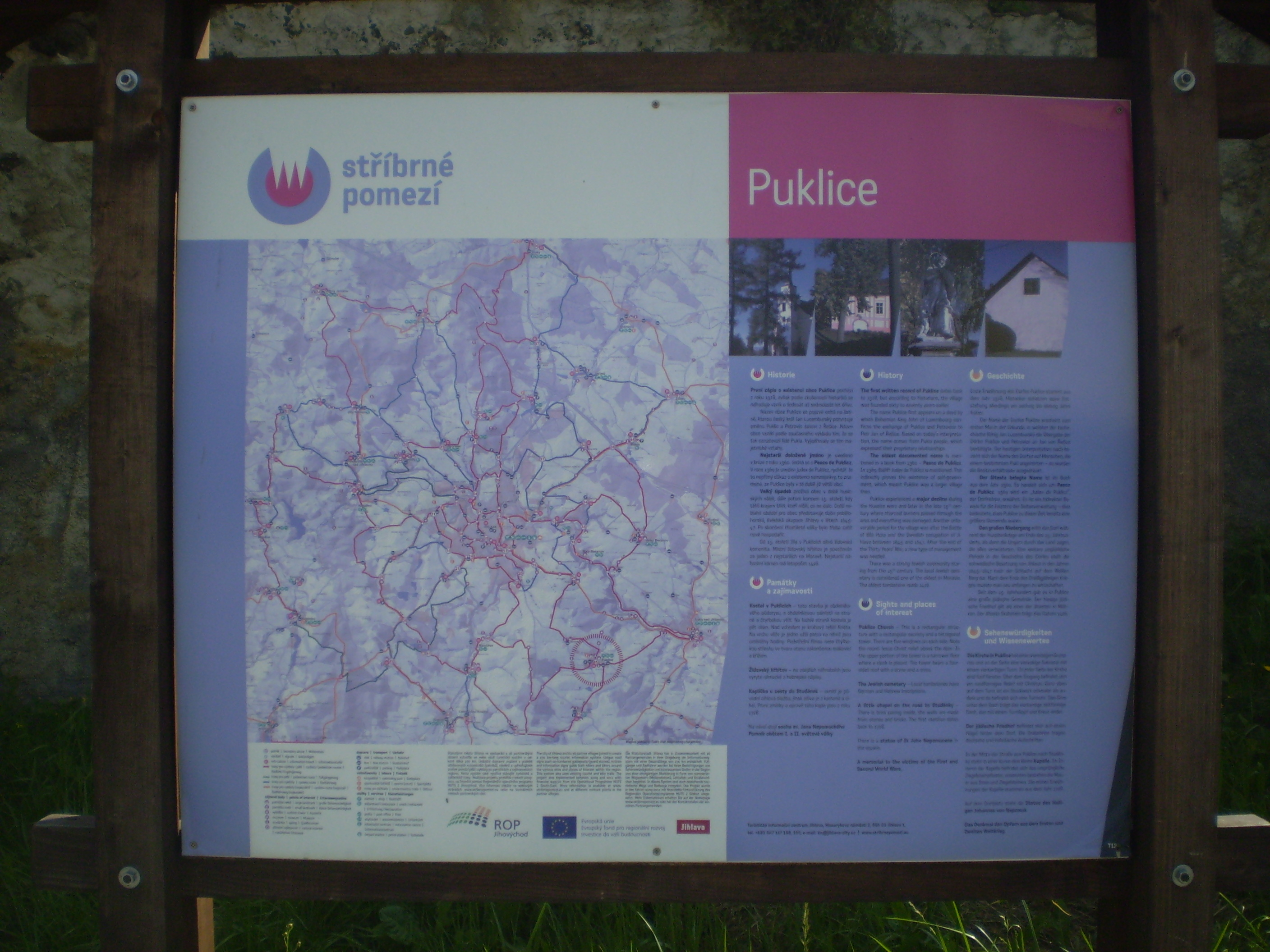
infotabule v Puklicích
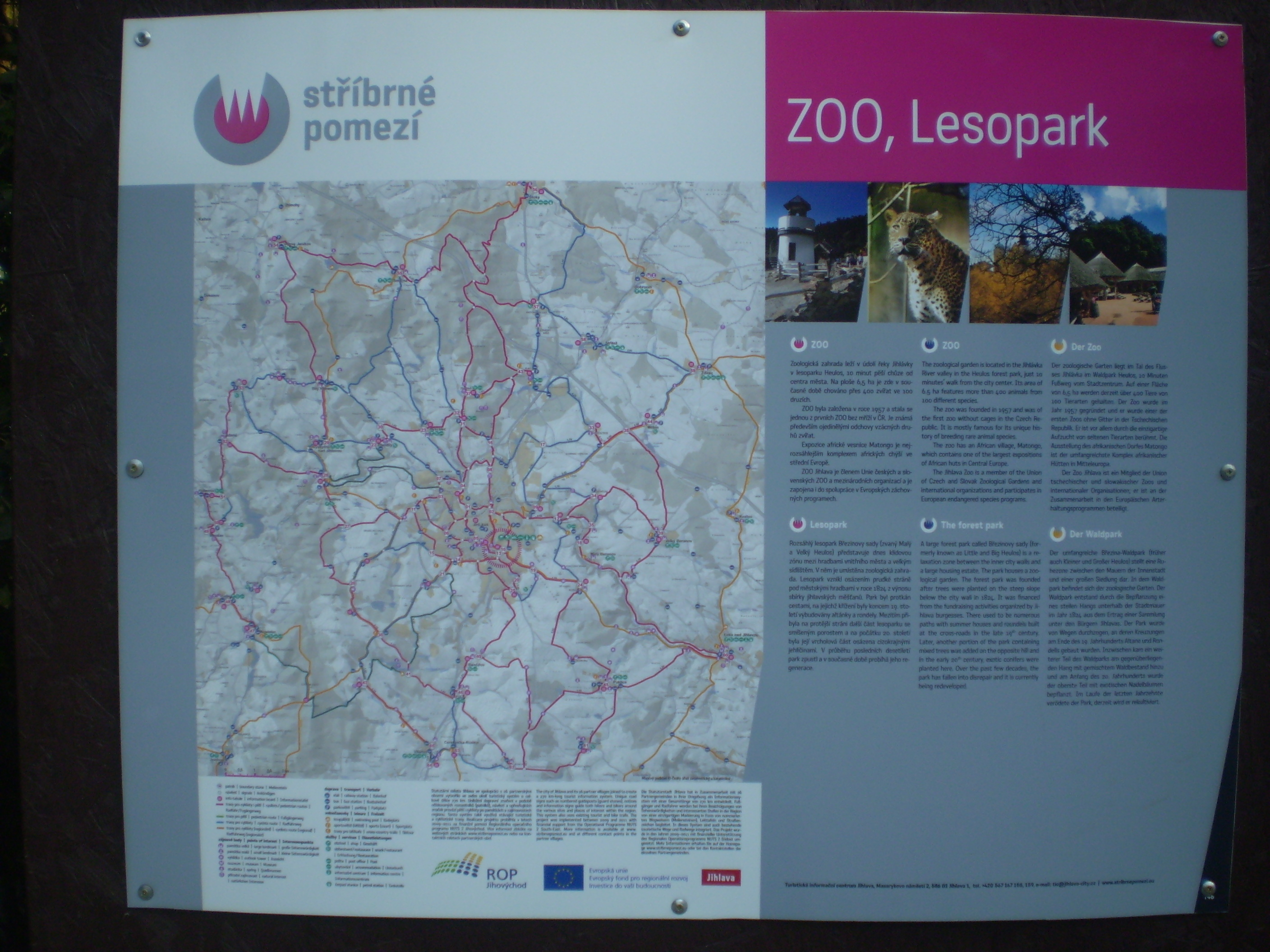
infotabule u jihlavské ZOO